# Grufołak
Grufołak – krótkometrażowy film animowany dla dzieci, z 2009, ekranizacja książki Gruffalo autorstwa Julii Donaldson. W 2011 roku powstała jego kontynuacja – Dziecko Grufołaka.

## Fabuła
Wiewiórzyca opowiada swoim dzieciom bajkę o myszy, która wyrusza na spacer po lesie. Po drodze napotyka trzech drapieżników (lisa, sowę i węża); każdy chce ją zjeść. Zawsze ratuje się odpowiedzią, że idzie na spotkanie z bestią, której ulubionym daniem jest potrawa przyrządzona ze zwierzęcia, z którym akurat rozmawia. W końcu sama staje oko w oko z Grufołakiem.

## Obsada

### W wersji oryginalnej
- Mysz – James Corden
- Mama wiewiórek – Helena Bonham Carter
- Grufołak – Robbie Coltrane
- Lis – Tom Wilkinson
- Sowa – John Hurt
- Wąż – Rob Brydon
- Mała wiewiórka (chłopiec) – Sam Lewis
- Mała wiewiórka (dziewczynka) – Phoebe Givron-Taylor

### W wersji polskiej
Wersja polska: SDI Media Polska

Reżyseria: Joanna Węgrzynowska-Cybińska

Dialogi: Joanna Serafińska

Dubbing:
- Mysz – Waldemar Barwiński
- Mama wiewiórek – Aneta Todorczuk-Perchuć
- Grufołak – Zbigniew Konopka
- Lis – Miłogost Reczek
- Sowa – Stefan Knothe
- Wąż – Wojciech Machnicki
- Mała wiewiórka (chłopiec) – Jakub Jankiewicz
- Mała wiewiórka (dziewczynka) – Maja Konkel

Lektor: Joanna Węgrzynowska-Cybińska

## Nagrody i nominacje
Film nominowany był do Oskara w kategorii Najlepszy animowany film krótkometrażowy oraz do brytyjskiej BAFTY. Zdobył także 7 nagród, w tym na Światowym Festiwalu Filmów Krótkometrażowych, organizowanym przez Kanadyjskie Centrum Filmowe oraz na Międzynarodowym Festiwalu Filmów dla Dzieci w Chicago.